# Barnin
Barnin est une commune rurale allemande du Mecklembourg au nord-est de l'arrondissement de Ludwigslust-Parchim appartenant à l'État du Mecklembourg-Poméranie-Occidentale. Sa population comptait 470 habitants au 31 décembre 2010.

## Géographie
Le village se trouve à trois kilomètres au nord-est de Crivitz et sur la rive sud-est du lac de Barnin. Il est traversé par la Warnow. Le hameau de Hof Barnin fait également partie de la municipalité.

## Histoire
La commune est mentionnée la première fois dans un document officiel en 1362 sous le nom de Barnyn.